# Klassenorden
Als Klassenorden werden Verdienstorden bezeichnet, deren Ordensklassen nicht die traditionellen Gradbezeichnungen wie Großkreuz, Komturkreuz oder Ritterkreuz führen, sondern durchnummeriert sind. Meist tragen diese Klassen römische Nummern, die Bezeichnung für Inhaber lautet bspw. im Fall Franz Josephs von Österreich-Ungarn Ritter IV. Klasse des Ordens des Heiligen Georg.
Beispiele für solche Orden sind:
- Russischer Orden des Heiligen Georg (1769)
- Russischer Orden des Heiligen Wladimir (1782)
- Russischer Orden der Heiligen Anna (ab 1797)
- Preußischer Roter Adlerorden (ab 1810)
- Orden der Eisernen Krone (Österreich) (1815)
- Polnischer und russischer Sankt-Stanislaus-Orden (ab 1815)
- Königlicher Kronen-Orden (Preußen) (1861)
- Bayerischer Verdienstorden vom Heiligen Michael (ab 1887)
- Sowjetischer Suworow-Orden (1942)
- Sowjetischer Uschakoworden (1944)
- Russischer Verdienstorden für das Vaterland (1994)
- Slowakischer Orden des Weißen Doppelkreuzes (1994)

## Dekoration
| Dekoration                    | Georgsorden        | Annenorden         | Roter Adlerorden               | zum Vergleich: Ehrenlegion |
| ----------------------------- | ------------------ | ------------------ | ------------------------------ | -------------------------- |
| Schulterband und Bruststern   | Ritter I. Klasse   | Ritter I. Klasse   | Ritter I. Klasse mit Großkreuz | Großkreuz                  |
| Schulterband und Bruststern   | Ritter I. Klasse   | Ritter I. Klasse   | Ritter I. Klasse               | Großkreuz                  |
| Halsdekoration und Bruststern | Ritter II. Klasse  | -                  | Ritter II. Klasse mit Stern    | Großoffizier               |
| Halsdekoration                | Ritter III. Klasse | Ritter II. Klasse  | Ritter II. Klasse              | Komtur                     |
| Brustdekoration               | Ritter IV. Klasse  | Ritter III. Klasse | Ritter III. Klasse             | Offizier                   |
| Brustdekoration               | Ritter IV. Klasse  | Ritter III. Klasse | Ritter IV. Klasse              | Ritter                     |
| andere Dekoration             | Georgskreuz        | Ritter IV. Klasse  | Medaille des Roten Adlerordens | -                          |

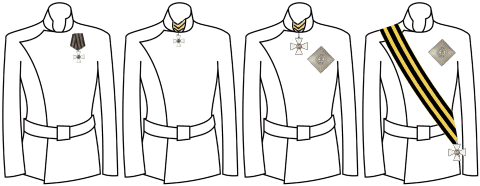
Dekoration der Ritter IV. bis I. Klasse (v. l. n. r.) des Georgsordens

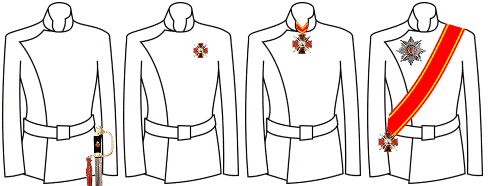
Dekoration der Ritter IV. bis I. Klasse (v. l. n. r.) des Annenordens

Der Dekorationsweise des Georgsordens ähnelt die des Wladimirordens, des Verdienstordens für das Vaterland und des Stanislausordens bis 1839, der des Annenordens (ohne IV. Klasse) die des Ordens der Eisernen Krone und des Stanislausordens nach 1839, der des Roten Adlerordens die des preußischen Kronenordens und des bayerischen Michaelsordens. Sowjetische Orden wurden ausschließlich als Brustdekoration am Band oder als Steckdekoration verliehen.